# Treppennatter
Die Treppennatter (Zamenis scalaris, Syn.: Rhinechis scalaris, Elaphe scalaris) ist eine Art der Nattern, die auf der Iberischen Halbinsel und in Südfrankreich heimisch ist. Sie erreicht eine Körperlänge von 1,0 bis 1,60 Metern und ist aufgrund ihrer dunklen Rückenlängsstreifen gut von anderen Arten zu unterscheiden. Namengebend ist das Zeichnungsmuster der Jungtiere, welches treppenartig erscheint.

## Merkmale
Mit einer durchschnittlichen Länge von etwa 1,20 Metern ist die Treppennatter relativ groß, außerdem hat sie einen kräftigen Körperbau mit einem nur leicht vom Körper abgesetzten Kopf. Die maximale Länge liegt bei etwa 1,60 Metern; die Schlangen auf Menorca sind dagegen kleiner und bleiben im Normalfall unter einem Meter Gesamtlänge. Der Kopf ist leicht dreieckig mit zugespitzter Schnauze, die Pupillen sind rund. Vor den Augen liegen sieben bis neun große Schuppen, die Oberlippenschilder (Supralabialia), wobei das vierte und das fünfte an die Augen stoßen. Hinzu kommt ein Voraugenschild (Praeoculare). Oberseits sind die Tiere gelblich-braun, seltener können sie auch dunkel- oder rotbraun sein. Auffällig ist bei ihnen die Rückenzeichnung, die bei den ausgewachsenen Tieren aus zwei kräftig dunkelbraunen Längsstreifen vom Hals bis zum Schwanzende besteht. Zwischen diesen Streifen liegen mehrere Querstreifen, die besonders bei den Jungtieren sehr deutlich ausgeprägt sind und das namengebende Treppen- bzw. Leitermuster (im englischsprachigen Raum deshalb als „ladder snake“, „Leiterschlange“, bekannt) bilden. Diese Flecken sind H-förmig und die Querbalken verblassen mit zunehmendem Alter und zunehmender Anzahl der Häutungen. Insgesamt wird die Rückenfläche von durchschnittlich 27 Schuppenreihen, seltener 25 oder 29, gebildet, wobei die Schuppen ungekielt sind. Die Unterseite der Schlangen ist heller gelblich bis weißlich gefärbt. Die Jungtiere besitzen auf der Bauchseite eine dunkle Fleckung, die ebenfalls im Laufe der Entwicklung verblasst.

## Verbreitung und Lebensraum

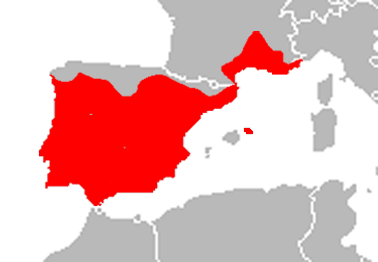
Verbreitung der Treppennatter

Die Treppennatter lebt mit Ausnahme des Nordens auf der gesamten Iberischen Halbinsel, also sowohl in Spanien als auch in Portugal, sowie im äußersten  Süden Frankreichs. Außerdem ist sie auf der Mittelmeerinsel Menorca anzutreffen.
Ihre Höhenverbreitung reicht vom Meeresspiegel bis etwa 2.200 Metern, sie bevorzugt dabei trocken-warme Geröllflächen mit hoher Vegetationsdichte. In den eher feuchten Gebirgsgegenden in Portugal findet man sie dagegen nur bis in maximal 900 Meter Höhe, also nur bis in die submontane Region. Sie ist beispielsweise sehr häufig in verwilderten Weinstöcken zu finden, außerdem in Korkeichenbeständen, in Hecken und Ruinen sowie in brachliegendem Ackerland und trockenen Kieferbeständen. Insgesamt ist die Schlange bei der Habitatwahl allerdings wenig spezialisiert und ähnelt darin der Eidechsennatter (Malpolon monspessulanus), sie meidet aber kühle und vor allem niederschlagsreiche Gebiete. Auch in der Nähe von Behausungen kann die Schlange angetroffen werden und sie dringt nicht selten in bewohnte Gebäude ein.

## Lebensweise

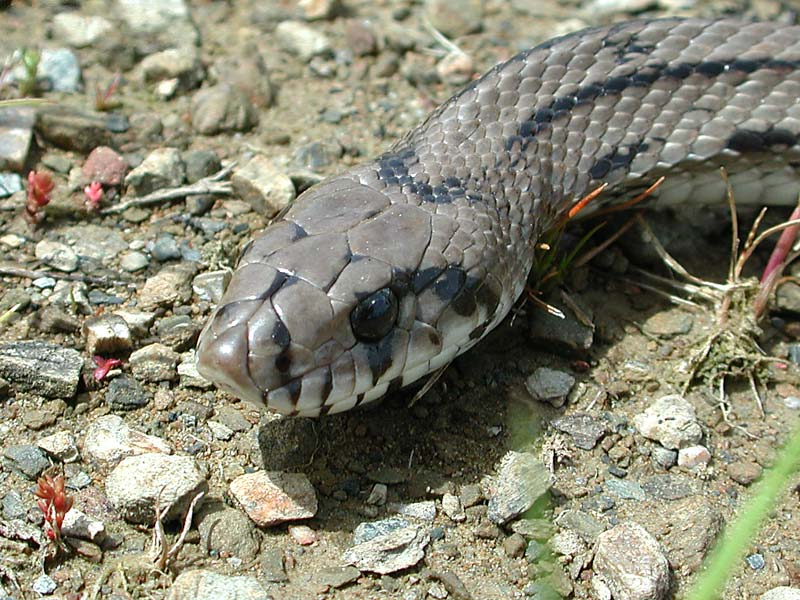
Kopf der Treppennatter

Die Treppennatter ist sowohl tag- als auch dämmerungsaktiv. Dabei liegen die Aktivitätsmaxima tagsüber regional unterschiedlich im Frühling und Frühsommer von April bis in den Mai und Juni hinein. Ab Mai/Juni verlagert sie ihre Aktivität in die Früh- und Abenddämmerung und teilweise auch in die frühen Nachtstunden hinein. Während dieser Zeiten jagt sie vor allem nach Kleinsäugern bis zur Größe von kleinen Kaninchen und Vögeln, die sie mit dem Maul ergreift und danach mit ihrem Körper erwürgt. Sie ist relativ aggressiv und attackiert potentielle Feinde mit heftigen Bissen, wobei sie allerdings kein Schlangengift besitzt. Vor allem die Jungtiere fauchen als Warnung vor dem Angriff. Sie ist vornehmlich bodenlebend, kann jedoch auch an Pflanzen oder Mauerwerk klettern. Bei starker Sonneneinstrahlung und starkem Wind suchen die Tiere Schutz unter Steinplatten.
Die Nächte verbringen die Tiere in Wohnhöhlen im Erdboden, sehr häufig in leerstehenden Bauten von Kleinsäugern. Etwa ab Oktober bis November ziehen sich die Schlangen zurück und halten eine Winterruhe, die etwa vier bis fünf Monate andauert.

## Fortpflanzung und Entwicklung

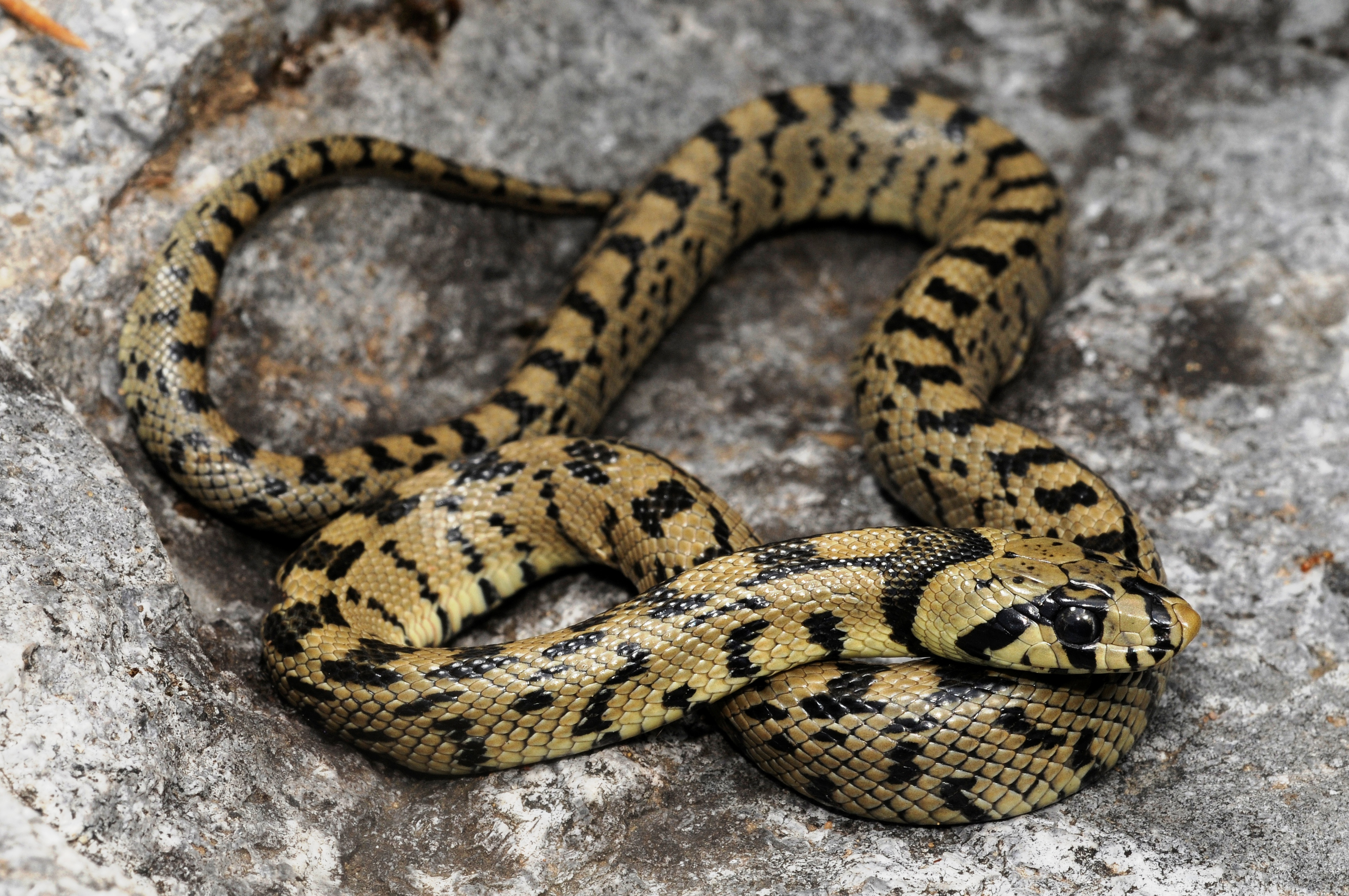
Junge Treppennatter, Portugal

Die Paarungszeit der Treppennatter erfolgt nach der Winterruhe im April bis Mai, wobei die Paarungen im Normalfall nachts stattfinden. Die Weibchen legen nach der nächsten Häutung Gelege von 5 bis 25 Eiern im Boden an, die sich selbst überlassen werden. Die Jungschlangen schlüpfen nach zwei bis drei Monaten und haben zu dem Zeitpunkt eine Gesamtlänge von etwa 10 bis 25 Zentimeter. Sie ernähren sich hauptsächlich von Insekten wie Heuschrecken sowie von kleinen Eidechsen.

## Systematik
Die Treppennatter wurde ursprünglich in der Gattung Elaphe geführt, die jedoch revidiert wurde. Danach stellte sie die einzige Art der neu geschaffenen Gattung Rhinechis dar, mittlerweile gehört sie aber zur Gattung Zamenis. Die Art ist monotypisch, es gibt also keine bekannten Unterarten.

## Gefährdung und Schutz
Eine besondere Gefährdung dieser Art besteht nicht, da sie als ungiftige Schlange nicht übermäßig bejagt wird und auch keine besondere Bindung an spezifische Lebensräume hat. Sie gehört zu den Arten, die sehr häufig dem Straßenverkehr zum Opfer fallen. Regional können großflächige Kulturveränderungen und Bebauungen ihren Bestand gefährden. Als europäische Art ist die Treppennatter in Anlage 1, Spalte 2 der Bundesartenschutzverordnung gelistet und steht daher unter besonderem Artenschutz. Die Haltung der Tiere ist dementsprechend bei den Artenschutzbehörden meldepflichtig.